# 柳川宗左衛門
柳川 宗左衛門（宗左衞門、やながわ そうざえもん、1895年〈明治28年〉7月21日 - 1978年〈昭和53年〉11月8日）は常陸国、鹿島郡の日川砂漠を開拓した柳川宗左衛門秀勝の孫（四代目）。明治末から昭和期の地主であり、醤油醸造家、実業家、政治家。衆議院議員（1期）、参議院議員（1期）。

## 経歴
茨城県鹿島郡若松村大字柳川新田（波崎町を経て現神栖市）で農業、醤油醸造業などを営む第三代・柳川宗左衛門の長男・謙一として生まれる。1911年（明治44年）家督を相続。1913年（大正2年）東京市の京北中学校（現・東洋大学京北中学高等学校）を卒業した。
父が小作人のために設立した産業組合、柳川信用販売組合を継承し発展させた。その他、茨城県信用組合連合会副会長、同購買販売組合連合会専務理事、若松郵便局長、全国購買組合連合会専務理事、全国農業経済会専務理事、茨城県農業会理事、全国農業会長、農林中央金庫理事、茨城県経済連合会長、日本肥料監査役、日本原麻監査役、日本瓦斯木炭監査役、農機具配給監査役、茨城相互銀行社長、柳川本店代表取締役などを務めた。
1943年（昭和18年）12月、第21回衆議院議員総選挙・茨城県第1区補欠選挙で当選し、日本進歩党に所属し衆議院議員に1期在任した。戦後は1947年（昭和22年）4月の第1回参議院議員通常選挙に全国区から無所属で出馬して当選。緑風会に所属したが、公職追放となり参議院議員を辞職した。1966年（昭和41年）春の叙勲で勲三等瑞宝章受章。
1978年（昭和53年）11月8日死去、83歳。死没日をもって正五位に叙される。

## 家族・親族
- 父・柳川宗左衞門（第三代）- 1857年（安政4年7月15日）生まれ[14]。二代・宗左衛門秀勝の長男であり、1886年に家督を相続した。
- 母・あさ - 1859年（安政6年）生、千葉県の岩田藤兵衞の妹[15]。
- 妻・はな - 1894年（明治27年）生、叔父・柳川金之助の長女。
- 長男・洋一 - 1917年（大正6年）生。北海道大学農学部卒。
- 長女・和子 - 1919年（大正8年）生。水戸高女卒。東京帝大を出て陸軍軍医を務めた安藤騏尾夫の妻[16][17]。
- 二男・大也 - 1924年（大正13年）生。明治大学政経学部卒。
- 三男・謙三 - 1927年（昭和2年）生。成蹊大学卒。
- 姉・かつ - 1891年（明治24年）生、千葉県の藤井陣太郞に嫁ぐ。
- 叔母・かつ - 若松村で回漕業を営む柳川惣助（1852年生）[14]に嫁ぐ[18]。
- 叔父・安重房次郎 - 1859年（安政6年）生。母の実家である安重家に養子として入る。鹿島浦の地曳網漁網元。[19]。
- 叔父・野村三四郎 - 1865年（慶應元年）生、東京の野村家に養子入り。大蔵省を辞した後、田中鉱山の役員を務めた。妻・てる（明治2年）は齋藤新八の長女。
- 叔父・柳川金之助[20] - 1869年（明治2年）生。妻・きく（明治4年生）は静岡県士族、關口忠篤の四女。三代目亡き後は四代・宗左衛門の後見人を務めた。
- 叔父・柳川敬四郞 - 1874年（明治7年）生、妻・らく（明治12年生）は茨城県の小島順之助の妹。
- 叔母・光子 - 従兄弟である松倉新蔵（1867生[19]）に嫁ぐ[18]。その二男・新平は千葉医専を卒業、後に出身たる鹿島郡大同村志崎に医院を構える[21]。また本家の第十六代当主・出津宗一の養子となり、第十八代当主を継いだ。三男・三郎は東京大学医学部を出て日本医科大学教授を務めた。